# Dardenne testvérek
Jean-Pierre Dardenne (Engis, 1951. április 21. –) és Luc Dardenne (Awirs, 1954. március 10. –) ismertebb nevükön Dardenne testvérek, vagy Dardenne fivérek belga filmkészítő páros, akik közösen írják a forgatókönyveket, készítik elő, forgatják, rendezik a filmeket és végzik a produceri munkát.
Dardenne-ék az 1970-es évek végén kezdtek el narratív és dokumentumfilmeket készíteni. Az 1990-es évek közepén kerültek a nemzetközi figyelem középpontjába Az ígéret című nagyjátékfilmjükkel. Rendszeres meghívottjai a cannes-i fesztivál különböző szekcióinak, ahol számos díjat nyertek, s az Arany Pálmát nyert Rosetta (1999), valamint A gyermek (2015) című filmjeik révén bekerültek abba a szűk körű elitklubba, amelynek addig olyan, két fődíjat hazavitt alkotók voltak a tagjai, mint Francis Ford Coppola, Imamura Sóhei, Emir Kusturica, Bille August, Michael Haneke, Ruben Östlund és Ken Loach.
A Dardenne-alkotások sora a dokumentarista kezdetek óta koherens és igényes; főleg baloldali témákat és nézőpontokat tükröznek, ezért a testvérpárra úgy tekintenek, mint a társadalmi problémákkal foglalkozó európai filmek nagy képviselőire, hasonlóan Ken Loach-hoz és Mike Leigh-hez. Dardenne-ék jó híre és tekintélye elsősorban abból ered, hogy megújították az esztétikát és a narrációt a konkrét, kifinomult és közel sem könnyed stílusuknak köszönhetően; a vállra vagy kézbe vett kamerájuk a lehető legközelebbről mutatja a feszült arcokat és követi a mozgásokat. Filmjeikben szokatlanul hosszú snitteket használnak, megragadva az idegesség gesztusait, az üresség pillanatait, az ingerültséget, s a frusztrációt. Az alkotásokat hosszú csendek uralják, gyakorlatilag hiányzik a zenei aláfestés, a szereplők többnyire amatőrök, vagy ismeretlen színészek.

## Életpályájuk

### Gyermekkor és tanulmányok
Lucien és Marie-Josée Dardenne gyermekeiként a Dardenne testvérpár Liège ipari külvárosában, Seraingban nőtt fel. Gyerekkoruk környezete meghatározó eleme lett filmművészetüknek: csaknem minden filmjük e vidéken, ahogy ők mondják: „itt” játszódik. Erről a sajátos városkörnyéki környezetről Luc ezt mondta: „Engis sokáig Európa legszennyezettebb faluja volt. Az 1930-as években három ember halt meg itt mérgezésben. Sartre A dialektikus ész kritikájában a kapitalizmus ellentmondásainak illusztrációjaként említi. A falu lakossága keményen küzdött életkörülményeik javításáért”.
Jean-Pierre Dardenne a Louvain-la-Neuve-i Műsorszórási Művészetek Intézetének (IAD) drámaszakos hallgatójaként találkozott Armand Gatti francia író, költő, forgatókönyvíró rendezővel, aki erősen hatott rá, és aki lehetővé tette számára, hogy ő és testvére rendezhessen. Luc asszisztense lett a La Colonne Durutti és az L'Arche d'Adelin színházi kísérleteiben, majd később a Nous étions tous des noms d'arbres című filmjében.
1974 és 1977 között Jean-Pierre színház- és drámaművészetet, Luc pedig filozófiát hallgatott. Felsőfokú tanulmányaik befejezése után „a fivérek”, ahogy barátaik és munkatársaik nevezik őket, elkötelezett, harcos videókat forgattak a munkáslakótelepeken zajló eseményekről és küzdelmekről. Ezen alkotásokat saját zsebből finanszírozták. Az ipari városnegyedekben sugárzott projektjeikben találkozott a filmművészet az élet társadalmi vonatkozásaival. Ez a két elem lett elkötelezett filmművészetük alapja, mind a fikciós, mind dokumentumfilmek esetében.

### A dokumentumfilmezés kezdete (1970-es évek)
Luc és Jean-Pierre Dardenne 1975-ben megalapította a Dérives produkciós céget, amely mintegy ötven dokumentumfilm finanszírozását végezte, kihasználva a függetlenség, a társadalmi elkötelezettség és a mozi összekapcsolását lehetővé tevő struktúrákat. Ezután 1981-ben megalapították a Films Dérives Productions vállalatot, amely hat játékfilmet gyártott le, majd 1994-ben a Les Films du Fleuve céget, amely Az ígéret című drámájuktól az összes rendezésüket finanszírozta, továbbá számos szerzői film gyártásában vett részt: Sólveig Anspach Rossz idő, Eugène Green Élő világ, Bruno Podalydès A sárga szoba rejtélye, Costa-Gavras A fejsze, vagy a közelmúltban Pierre Schoeller Államérdekből, Ken Loach Szesztolvajok és Cristian Mungiu Dombokon túl című alkotása. E struktúra teszi lehetővé számukra, hogy teljes vertikumában (forgatókönyv, rendezés, gyártás) önállóan valósítsák meg saját szerzői filmes álmaikat.
1978-ban a fivérek számos dokumentumfilmet készítettek a szabad rádiókról, valamint a közösségi életből, vagy éppen az 1960-as általános sztrájkból adódó problémákról (Lorsque le bateau de Leon M. descendit la Meuse pour la première fois). Más műveikben olyan témákkal foglalkoznak, mint a második világháború alatti illegális belga sajtó, vagy a németekkel szembeni ellenállás Belgiumban (Le chant du rossignol). 1981-ben ismét összeálltak Armand Gattival a Nous étions tous des noms d'arbres című filmhez, amelynek Luc volt a producere és rendezőasszisztense, Jean-Pierre pedig a segédoperatőre.

### Áttérés a nagyjátékfilmre (1980-as évek)
1987-ben a Falsch című drámájuk, amelyet René Kalisky azonos című művéből Jean Gruault-val, François Truffaut forgatókönyvírójával közösen írtak, határozott fordulópontot jelentett karrierjükben. E félig fikciós, félig filmes színházi mű elkészítésétől kezdve Dardennék a fikciós műfajnak szentelték magukat. Az elkötelezett fikciós filmjeik azonban formájukat és tartalmukat tekintve közel maradt a dokumentumfilmhez, különösen az ipari szerkezetváltás, a nehézipar leépítése által előidézett modern kori nyomor bemutatását illetően. A testvérek ismét visszatértek a gazdasági válság okozta károkhoz és a nehéz sorsú emberek túlélésért folytatott küzdelméhez a törékeny mindennapjaik során.
Dardennék 1992-ben rendezték a Rátok gondolok című filmet Fabienne Babe-bal és Robin Renuccival, amelyben a férjét, egy acélmunkást kereső nő vándorlásait mesélték el, miután párja az állásának elvesztése után eltűnt. A siker elmaradt, a kereskedelmi kudarc pedig meggyőzte a filmkészítőket, hogy a többi fikciós művekhez közelítve változtatniuk kell a gyártás módján és a forgatás módszerein. A testvérekre végül is 1996-ban, sikeres cannes-i bemutatkozásuk évében figyelt fel a nagyközönség és a kritika.

### Kritikai elismerés (1990-es évek)
A Rendezők Kéthete szekcióban mutatták be harmadik filmjüket, Az ígéretet, Jérémie Renier-vel és Olivier Gourmet-val. Amellett, hogy fontos állomás volt a Dardenne fivérek jövőbeli karrierje szempontjából, ez a film előrevetítette azokat a témákat, amelyek munkájuk középpontjában állnak: a gyermekek és a szülők, a pusztuló társadalom és a kiúttalan ifjúság, valamint a liberális és kizsákmányoló (bizonyos értelemben kannibál) világ és annak áldozatai közötti konfliktusok; Ken Loach és Mike Leigh alkotásaira emlékeztető motívumok. Naturalista stílusukat erősíti, hogy az ideges vizuális formát egy meglepő, mély és fordulatokkal teli történettel ötvözik, amely a tragédiát eleve magukban hordozó, a társadalom peremén élők világából építkezik. Liège külvárosának posztindusztriális díszlete maradt továbbra is a kedvenc forgatási helyszínük, és már ekkor felfedezhető az a sajátos mód, ahogyan gesztikulációik bemutatásával görcsösen ragaszkodnak főszereplőikhez. Hőseik folyamatos jövés-menése, titokzatos boldogulása a mindennapi életben, s mindez vállra vett kézi kamerával rögzítve, egyik jellemzőjükké válik, s ami később nyugodtabb formát ölt. E harmadik fikciós játékfilmjük már a későbbi forgatókönyveik központi motívumát használja, nevezetesen egy kezdetben nem szimpatikus főszereplőt, akit belevonnak egy morális problémába, vagy olyan nehéz dilemma elé állítják, amely előhozza rejtett emberségét.
Ez a drámai késztetés különbözteti meg a Dardenne testvéreket Ken Loachtól, akihez egyes kritikusok gyakran hasonlítják őket; ám míg ez utóbbi a jó és a rossz jellemek bemutatásával azonnal empátiát ébreszt főszereplői iránt, a Dardenne fivérek tartózkodnak minden ítélettől, távolságot tartanak hőseiktől, akik egyaránt képesek a legjobbra (önmegtagadás, szolidaritás), valamint a legrosszabbra (feljelentés, kegyetlenség, bűnözői meggondolatlanság stb.). Érdeklődésük középpontjában az emberi igazság keresése áll, még ha az kellemetlen is.
1999-ben a Dardenne testvérek világszerte ismertté váltak, a Cannes-i Fesztiválon a Rosetta című filmdrámájukkal elnyert Arany Pálmának köszönhetően. Egy fiatal belga nő küzdelmét meséli el, aki kétségbeesetten keres munkát. Ez a film indította el a kezdő színésznő, Émilie Dequenne karrierjét, aki a szerep megformálásáért megkapta a legjobb női alakítás díját.

### Elismertség (2000-es évek)
A 2000-es évek elején a filmkészítő páros előbb Olivier Gourmet-vel, majd Jérémie Renier-vel forgattak. E találkozás 2002-ben lehetővé tette Olivier Gourmet számára, hogy elnyerje a legjobb alakítás díját Cannes-ban A fiú című filmben játszott szerepéért, amely egy nagy drámai intenzitású alkotás az apa-fiú kapcsolatokról és a megbocsátás nehézségeiről. A színész egy fiatalokat oktató asztalost alakít benne, aki találkozik azzal a gyerekkel, aki néhány évvel korábban megölte saját fiát.
2005-ben A gyermek című, a bizonytalanságról és a megváltásról szóló új drámájuknak köszönhetően a Dardenne fivérek csatlakoztak a filmesek azon elitklubjához, akik két Arany Pálmát nyertek. A Jérémie Renier és Déborah François főszereplésével készült mű egy nagyon fiatal, „szociálisan instabil” szülők sorsát idézi fel, akiknek élete egy gyermek születésével teljesen megváltozik. Az anyagi problémákat megoldani remélő apa meggondolatlanul eladja az új jövevényt.
2008-ban az illegális bevándorlás és a színlelt házasság témájának szentelt Lorna csendje című drámával a fivérek visszatértek a hősnőkhöz. E játékfilmjük újabb cannes-i trófeát szerzett nekik: a legjobb forgatókönyv díját.

### Megerősítés (2010-es évek)
A Dardenne testvérek a cannes-i fesztivál legtöbbet díjazott rendezői közé tartoznak. Nem sokon múlott, hogy 2011-ben megkapják a harmadik Arany Pálmát is a Srác a biciklivel című alkotásukért, amelyben annak lehetőségét mutatják be, hogy egy család nélküli fiatal fiú örökbefogadó anyát válasszon (Cécile de France alakítja). A film végül is nagydíjas lett, továbbá egy Golden Globe-, valamint nyolc Magritte-díj jelölést kapott, amiből hármat el is nyert. A sikernek köszönhetően a következő évben Jean-Pierre Dardenne-t kérték fel filmfesztivál Cinéfondation és rövidfilmek szekciója zsűrielnökének.
A 2011-es Velencei Nemzetközi Filmfesztiválon Robert-Bresson-díjat vehettek át, annak elismeréseként, hogy „produkcióikat az élet értelmének intenzív keresésére szentelik”, s hogy „a két filmes spirituális cél nélkül egy »egyszerűen emberi« filmművészet érdekében dolgozik”.
2014-ben a testvérek hatodszor is visszatértek a cannes-i versenybe, egy harmadik bátor nő portréjával a Két nap, egy éjszaka című filmben, amelyben Marion Cotillard, egy depresszióból visszatért munkásnő szerepében kénytelen meggyőzni kollégáit, hogy mondjanak le jutalmaikról, azért, hogy ő megtarthassa az állását. A nagyon lelkes sajtó és a fődíjra esélyes kedvenc státuszuk ellenére a rendezők pályafutásuk során most először nem szerepeltek a rendezvény díjlistáján, csupán a 40. évfordulóját ünneplő ökumenikus zsűri külön dicséretét nyerték el. Emellett a film kilenc Magritte-jelölést kapott, amelyből hármat nyert meg, főszereplője, Marion Cotillard pedig Oscar-jelölést kapott a legjobb női főszereplő kategóriában.
2016-ban egy negyedik női portréval, Az ismeretlen lánnyal tértek vissza Cannes-be, ezúttal Adèle Haenellel a főszerepben. Ez a szociális töltetű detektívfilm formáját felvevő film egy lelkiismeret-furdalástól gyötört háziorvosról szól, aki megpróbálja kideríteni, mi történt egy beteggel, aki azon az éjszakán tűnt el, amikor bezárta a kaput. A kritikusok és a fesztivállátogatók a szokásosnál hűvösebben fogadták ezt az új produkciót, a két filmes pedig immár másodszor távozott díj nélkül a a Croisette-ről.
Az ifjú Ahmed című opusukért legjobb rendezés díját vehették át a 2019-es cannes-i fesztiválon.

### További megerősítés (2020-as évek)
A 2022-es cannes-i fesztiválon a fesztivál 75. évfordulós díját nyerték el Tori és Lokita című filmjükért.

## Állásfoglalás
2005-ben, röviddel Jean-Claude Brisseau-nak két színésznő szexuális zaklatása miatti pere és elítélése előtt, aláírói voltak a Les Inrockuptibles francia kulturális magazin által indított, a filmrendezőt több mint száz neves művész által támogató petíciónak. Tettükért évekkel később a francia állami televízió Stupéfiant! című műsorában bocsánatot kértek.

## Filmográfia

### Nagyjátékfilmek
| Év   | Magyar cím              | Eredeti cím                        | Feladatkör | Feladatkör | Feladatkör | Megjegyzés     |
| Év   | Magyar cím              | Eredeti cím                        | Rendező    | Író        | Producer   | Megjegyzés     |
| ---- | ----------------------- | ---------------------------------- | ---------- | ---------- | ---------- | -------------- |
| 1987 | Falsch család           | Falsch                             | Igen       | Igen       | Nem        |                |
| 1992 | Rátok gondolok          | Je pense à vous                    | Igen       | Igen       | Igen       |                |
| 1995 | –––                     | Faute de soleil                    | Nem        | Nem        | Igen       | társproducerek |
| 1996 | Az ígéret               | La Promesse                        | Igen       | Igen       | Nem        |                |
| 1999 | Rosetta                 | Rosetta                            | Igen       | Igen       | Igen       |                |
| 2001 | Az emberi szeretet teje | The Milk of Human Kindness         | Nem        | Nem        | Igen       | társproducerek |
| 2002 | A fiú                   | Le fils                            | Igen       | Igen       | Igen       |                |
| 2003 | Élő világ               | The Living World                   | Nem        | Nem        | Igen       | társproducerek |
| 2003 | Rossz idő               | Stormy Weather                     | Nem        | Nem        | Igen       |                |
| 2003 | –––                     | Le soleil assassiné                | Nem        | Nem        | Igen       |                |
| 2005 | A fejsze                | Le couperet                        | Nem        | Nem        | Igen       | társproducerek |
| 2005 | A gyermek               | L'enfant                           | Igen       | Igen       | Igen       |                |
| 2006 | Az ezredes              | Mon colonel                        | Nem        | Nem        | Igen       |                |
| 2007 | –––                     | Vous êtes de la police?            | Nem        | Nem        | Igen       | társproducerek |
| 2008 | Lorna csendje           | Le silence de Lorna                | Igen       | Igen       | Igen       |                |
| 2009 | –––                     | La prima linea                     | Nem        | Nem        | Igen       |                |
| 2011 | Srác a biciklivel       | Le gamin au vélo                   | Igen       | Igen       | Igen       |                |
| 2011 | Államérdekből           | L'Exercice de l'État               | Nem        | Nem        | Igen       |                |
| 2012 | Rozsda és csont         | De rouille et d’os                 | Nem        | Nem        | Igen       | társproducerek |
| 2012 | Dombokon túl            | După dealuri                       | Nem        | Nem        | Igen       | társproducerek |
| 2013 | –––                     | Marina                             | Nem        | Nem        | Igen       | társproducerek |
| 2013 | Körberajzolva           | Je fais le mort                    | Nem        | Nem        | Igen       | társproducerek |
| 2014 | Két nap, egy éjszaka    | Deux jours, une nuit               | Igen       | Igen       | Igen       |                |
| 2014 | –––                     | Vie sauvage                        | Nem        | Nem        | Igen       | társproducerek |
| 2015 | Egy szobalány naplója   | Journal d'une femme de chambre     | Nem        | Nem        | Igen       | társproducerek |
| 2015 | Cowboyok                | Les Cowboys                        | Nem        | Nem        | Igen       | társproducerek |
| 2015 | –––                     | Viva la sposa                      | Nem        | Nem        | Igen       | társproducerek |
| 2016 | –––                     | Le Fils de Joseph                  | Nem        | Nem        | Igen       | társproducerek |
| 2016 | Hedi                    | Inhebek Hedi (نحبك هادي)           | Nem        | Nem        | Igen       | társproducerek |
| 2016 | Érettségi               | Bacalaureat                        | Nem        | Nem        | Igen       | társproducerek |
| 2016 | –––                     | Pericle il Nero                    | Nem        | Nem        | Igen       | társproducerek |
| 2016 | Az ismeretlen lány      | La fille inconnue                  | Igen       | Igen       | Igen       |                |
| 2016 | –––                     | Les Carnivores                     | Nem        | Nem        | Igen       | társproducerek |
| 2019 | Az ifjú Ahmed           | Le Jeune Ahmed                     | Igen       | Igen       | Igen       |                |
| 2020 | Vörös föld              | Rouge                              | Nem        | Nem        | Igen       | társproducerek |
| 2021 | –––                     | Animals                            | Nem        | Nem        | Igen       | társproducerek |
| 2021 | –––                     | La civil                           | Nem        | Nem        | Igen       | társproducerek |
| 2021 | Ma már holnap van       | Ma nuit                            | Nem        | Nem        | Igen       | társproducerek |
| 2021 | Mézes szivar            | Cigare au miel                     | Nem        | Nem        | Igen       | társproducerek |
| 2022 | Tori és Lokita          | Tori et Lokita                     | Igen       | Igen       | Igen       |                |
| 2022 | Véres örökség           | Bowling Saturne                    | Nem        | Nem        | Igen       | társproducerek |
| 2022 | –––                     | La ligne                           | Nem        | Nem        | Igen       | társproducerek |
| 2022 | –––                     | Les Harkis                         | Nem        | Nem        | Igen       | társproducerek |
| 2023 | –––                     | Black Box                          | Nem        | Nem        | Igen       | társproducerek |
| 2023 | –––                     | Holly                              | Nem        | Nem        | Igen       | társproducerek |
| 2023 | –––                     | ورا الجبل (Oura el jbel)           | Nem        | Nem        | Igen       | társproducerek |
| 2023 | Védőr                   | Will                               | Nem        | Nem        | Igen       | társproducerek |
| 2024 | –––                     | Langue étrangère                   | Nem        | Nem        | Igen       | főproducerek   |
| 2024 | –––                     | Julie Keeps Quiet                  | Nem        | Nem        | Igen       | társproducerek |
| 2024 | –––                     | La Plus Précieuse des marchandises | Nem        | Nem        | Igen       | társproducerek |
| 2024 | –––                     | Skiff                              | Nem        | Nem        | Igen       | társproducerek |

### Dokumentumfilmek
| Év   | Magyar cím | Eredeti cím                                                 | Feladatkör | Feladatkör | Feladatkör | Megjegyzés             |
| Év   | Magyar cím | Eredeti cím                                                 | Rendező    | Író        | Producer   | Megjegyzés             |
| ---- | ---------- | ----------------------------------------------------------- | ---------- | ---------- | ---------- | ---------------------- |
| 1978 | –––        | Le Chant du rossignol                                       | Igen       | Nem        | Nem        |                        |
| 1980 | –––        | Pour que la guerre s'achève, les murs devraient s'écrouler  | Igen       | Igen       | Nem        |                        |
| 1981 | –––        | R... ne répond plus                                         | Igen       | Igen       | Nem        | operatőrök és vágók is |
| 1982 | –––        | Leçons d'une université volante                             | Igen       | Igen       | Nem        | operatőrök is          |
| 1983 | –––        | Regarde Jonathan, Jean Louvet, son œuvre                    | Igen       | Nem        | Nem        | operatőrök és vágók is |
| 1997 | –––        | Gigi, Monica... et Bianca                                   | Nem        | Nem        | Igen       | vezető producerek      |
| 2000 | –––        | La Devinière                                                | Nem        | Nem        | Igen       | főgyártásvezető        |
| 2002 | –––        | Brook by Brook                                              | Nem        | Nem        | Igen       | TV; társproducerek     |
| 2002 | –––        | Romances de terre et d'eau                                  | Nem        | Nem        | Igen       |                        |
| 2005 | –––        | Il fare politica                                            | Nem        | Nem        | Igen       |                        |
| 2006 | –––        | Rwanda, les collines parlent                                | Nem        | Nem        | Igen       |                        |
| 2007 | –––        | Why We Can't See Each Other Outside When the Sun is Shining | Nem        | Nem        | Igen       |                        |
| 2009 | –––        | Children Without a Shadow                                   | Nem        | Nem        | Igen       | vezető producerek      |
| 2010 | –––        | K.O.R.                                                      | Nem        | Nem        | Igen       |                        |
| 2012 | –––        | Un été avec Anton                                           | Nem        | Nem        | Igen       | TV                     |
| 2013 | –––        | À ciel ouvert                                               | Nem        | Nem        | Igen       | társproducerek         |

### Kisfilmek
| Év   | Magyar cím | Eredeti cím                                                           | Feladatkör | Feladatkör | Feladatkör | Megjegyzés                                        |
| Év   | Magyar cím | Eredeti cím                                                           | Rendező    | Író        | Producer   | Megjegyzés                                        |
| ---- | ---------- | --------------------------------------------------------------------- | ---------- | ---------- | ---------- | ------------------------------------------------- |
| 1979 | –––        | Lorsque le bateau de Leon M. descendit la Meuse pour la première fois | Igen       | Igen       | Nem        | dokumentumfilm; operatőrök is                     |
| 1987 | –––        | Il court, il court, le monde                                          | Igen       | Igen       | Nem        |                                                   |
| 1999 | –––        | L'Héritier                                                            | Nem        | Nem        | Igen       | vezető producerek                                 |
| 2002 | –––        | First Love                                                            | Nem        | Nem        | Igen       |                                                   |
| 2007 | –––        | Dans l'obscurité                                                      | Igen       | Igen       | Nem        | A Mindenkinek a maga mozija c. szkeccsfilm része. |
| 2008 | –––        | Premier Jour                                                          | Nem        | Nem        | Igen       |                                                   |
| 2011 | –––        | Bloody Eyes                                                           | Nem        | Nem        | Igen       |                                                   |
| 2023 | –––        | ICR                                                                   | Nem        | Nem        | Igen       | társproducerek                                    |

## Fontosabb díjak, jelölések
| Év   | Díj / Szervezet / Rendezvény           | Kategória                                     | Film                      | Eredmény       | Megj.          |
| ---- | -------------------------------------- | --------------------------------------------- | ------------------------- | -------------- | -------------- |
| 1996 | Belga Filmkritikusok Szövetsége        | André Cavens-díj                              | Az ígéret                 | Elnyerte       |                |
| 1996 | Namuri Frankofón Filmfesztivál         | Arany Bayard                                  | Az ígéret                 | Elnyerte       |                |
| 1996 | Namuri Frankofón Filmfesztivál         | Közönségdíj                                   | Az ígéret                 | Elnyerte       |                |
| 1996 | Valladolidi Nemzetközi Filmfesztivál   | Arany Kalász                                  | Az ígéret                 | Elnyerte       |                |
| 1996 | Valladolidi Nemzetközi Filmfesztivál   | FIPRESCI-díj                                  | Az ígéret                 | Elnyerte       |                |
| 1997 | Európai Filmdíj                        | Legjobb dokumentumfilm                        | Gigi, Monica... et Bianca | Elnyerte       | [ * 1 ]        |
| 1997 | César-díj                              | Legjobb külföldi film                         | Az ígéret                 | Jelölve        | [ * 2 ]        |
| 1997 | Belga Filmkritikusok Szövetsége        | Nagydíj                                       | Az ígéret                 | Elnyerte       |                |
| 1997 | Joseph Plateau-díj                     | Legjobb belga rendező                         | Az ígéret                 | Elnyerte       |                |
| 1997 | Los Angelesi Filmkritikusok Szövetsége | Legjobb idegen nyelvű film                    | Az ígéret                 | Elnyerte       |                |
| 1997 | Filmkritikusok Nemzeti Szövetsége      | Legjobb idegen nyelvű film                    | Az ígéret                 | Elnyerte       |                |
| 1998 | Nemzetközi Sajtóakadémia               | Legjobb idegen nyelvű film                    | Az ígéret                 | Elnyerte       |                |
| 1999 | Joseph Plateau-díj                     | Legjobb belga forgatókönyv                    | Az ígéret                 | Jelölve        |                |
| 1999 | Cannes-i fesztivál                     | Arany Pálma                                   | Rosetta                   | Elnyerte       | [ * 3 ]        |
| 1999 | Cannes-i fesztivál                     | Ökumenikus zsűri díja                         | Rosetta                   | Külön dicséret | [ * 3 ]        |
| 1999 | Európai Filmdíj                        | Legjobb film                                  | Rosetta                   | Jelölve        | [ * 4 ]        |
| 1999 | Belga Filmkritikusok Szövetsége        | André Cavens-díj                              | Rosetta                   | Elnyerte       |                |
| 2000 | Independent Spirit díj                 | Legjobb nemzetközi film                       | Rosetta                   | Jelölve        |                |
| 2000 | Joseph Plateau-díj                     | Legjobb belga rendező                         | Rosetta                   | Elnyerte       |                |
| 2000 | Flaiano nemzetközi díj                 | Legjobb rendező                               | Rosetta                   | Elnyerte       |                |
| 2002 | Cannes-i fesztivál                     | Arany Pálma                                   | A fiú                     | Jelölve        | [ * 5 ]        |
| 2002 | Cannes-i fesztivál                     | Ökumenikus zsűri díja                         | A fiú                     | Külön dicséret | [ 18 ] [ * 6 ] |
| 2002 | Európai Filmdíj                        | Legjobb rendező (közönségdíj)                 | A fiú                     | Jelölve        |                |
| 2002 | Belga Filmkritikusok Szövetsége        | André Cavens-díj                              | A fiú                     | Elnyerte       |                |
| 2003 | Lumières-díj                           | Legjobb frankofón film                        | A fiú                     | Elnyerte       |                |
| 2003 | Joseph Plateau-díj                     | Legjobb belga rendező                         | A fiú                     | Elnyerte       |                |
| 2003 | Joseph Plateau-díj                     | Legjobb belga forgatókönyv                    | A fiú                     | Jelölve        |                |
| 2003 | San Francisco-i Filmkritikusok Köre    | Legjobb idegen nyelvű film                    | A fiú                     | Elnyerte       |                |
| 2003 | Fadzsr Nemzetközi Filmfesztivál        | Kristály Szimurg a legjobb nemzetközi filmnek | A fiú                     | Elnyerte       |                |
| 2005 | Cannes-i fesztivál                     | Arany Pálma                                   | A gyermek                 | Elnyerte       | [ * 3 ]        |
| 2005 | Európai Filmdíj                        | Legjobb film                                  | A gyermek                 | Jelölve        | [ * 7 ]        |
| 2005 | Belga Filmkritikusok Szövetsége        | André Cavens-díj                              | A gyermek                 | Elnyerte       |                |
| 2005 | Lumières-díj                           | Legjobb frankofón film                        | A gyermek                 | Elnyerte       |                |
| 2005 | Orosz Filmkritikusok Céhe              | Legjobb külföldi film                         | A gyermek                 | Elnyerte       |                |
| 2005 | Valdiviai Nemzetközi Filmfesztivál     | Legjobb film                                  | A gyermek                 | Elnyerte       |                |
| 2006 | Velencei Nemzetközi Filmfesztivál      | David di Donatello-díj                        | A gyermek                 | Jelölve        |                |
| 2006 | Európai Filmdíj                        | Közönségdíj                                   | A gyermek                 | Jelölve        | [ * 8 ]        |
| 2006 | César-díj                              | Legjobb film                                  | A gyermek                 | Jelölve        | [ * 2 ]        |
| 2006 | César-díj                              | Legjobb rendező                               | A gyermek                 | Jelölve        | [ * 2 ]        |
| 2006 | César-díj                              | Legjobb eredeti forgatókönyv                  | A gyermek                 | Jelölve        | [ * 2 ]        |
| 2006 | Aranybogár-díj                         | Legjobb külföldi film                         | A gyermek                 | Elnyerte       |                |
| 2006 | Joseph Plateau-díj                     | Legjobb belga rendező                         | A gyermek                 | Elnyerte       |                |
| 2006 | Joseph Plateau-díj                     | Legjobb belga forgatókönyv                    | A gyermek                 | Elnyerte       |                |
| 2006 | Torontói Filmkritikusok Szövetsége     | Legjobb rendező                               | A gyermek                 | Elnyerte       |                |
| 2006 | Torontói Filmkritikusok Szövetsége     | Legjobb idegen nyelvű film                    | A gyermek                 | Elnyerte       |                |
| 2006 | Telluride-i Filmfesztivál              | Ezüst Medál (életműdíj)                       |                           | Elnyerte       |                |
| 2007 | Bodil-díj                              | Legjobb nem amerikai film                     | A gyermek                 | Jelölve        |                |
| 2007 | Gopo-díj                               | Legjobb európai film                          | A gyermek                 | Jelölve        |                |
| 2008 | Cannes-i fesztivál                     | Arany Pálma                                   | Lorna csendje             | Jelölve        | [ * 3 ]        |
| 2008 | Cannes-i fesztivál                     | Legjobb forgatókönyv díja                     | Lorna csendje             | Elnyerte       | [ * 3 ]        |
| 2008 | Lux-díj                                | Legjobb európai film                          | Lorna csendje             | Elnyerte       |                |
| 2009 | César-díj                              | Legjobb külföldi film                         | Lorna csendje             | Jelölve        |                |
| 2009 | Lumières-díj                           | Legjobb frankofón film                        | Lorna csendje             | Elnyerte       |                |
| 2010 | Gopo-díj                               | Legjobb európai film                          | Lorna csendje             | Jelölve        |                |
| 2011 | Cannes-i fesztivál                     | Arany Pálma                                   | Srác a biciklivel         | Jelölve        | [ * 3 ]        |
| 2011 | Cannes-i fesztivál                     | Nagydíj                                       | Srác a biciklivel         | Elnyerte       | [ * 3 ]        |
| 2011 | Európai Filmdíj                        | Legjobb film                                  | Srác a biciklivel         | Jelölve        | [ * 9 ]        |
| 2011 | Európai Filmdíj                        | Legjobb rendező                               | Srác a biciklivel         | Jelölve        | [ * 9 ]        |
| 2011 | Európai Filmdíj                        | Legjobb forgatókönyvíró                       | Srác a biciklivel         | Elnyerte       | [ * 10 ]       |
| 2011 | Velencei Nemzetközi Filmfesztivál      | Robert Bresson-díj                            |                           | Elnyerte       |                |
| 2011 | Genti Filmfesztivál                    | Joseph Plateau tiszteletbeli díj              |                           | Elnyerte       |                |
| 2011 | Flaiano nemzetközi díj                 | Legjobb rendező                               | Srác a biciklivel         | Elnyerte       |                |
| 2012 | Golden Globe-díj                       | Legjobb idegen nyelvű film                    | Srác a biciklivel         | Jelölve        | [ * 11 ]       |
| 2012 | César-díj                              | Legjobb külföldi film                         | Srác a biciklivel         | Jelölve        | [ * 2 ]        |
| 2012 | Magritte-díj                           | Legjobb film                                  | Srác a biciklivel         | Jelölve        | [ * 12 ]       |
| 2012 | Magritte-díj                           | Legjobb rendező                               | Srác a biciklivel         | Jelölve        | [ * 12 ]       |
| 2012 | Magritte-díj                           | Legjobb forgatókönyv                          | Srác a biciklivel         | Jelölve        | [ * 12 ]       |
| 2012 | Independent Spirit díj                 | Legjobb nemzetközi film                       | Srác a biciklivel         | Jelölve        |                |
| 2012 | San Diego-i Filmkritikusok Társasága   | Legjobb idegen nyelvű film                    | Srác a biciklivel         | Elnyerte       |                |
| 2013 | Robert-díj                             | Legjobb nem amerikai film                     | Srác a biciklivel         | Jelölve        |                |
| 2013 | Gopo-díj                               | Legjobb európai film                          | Srác a biciklivel         | Jelölve        |                |
| 2014 | Cannes-i fesztivál                     | Ökumenikus zsűri díja                         |                           | 40. évf. díj   | [ * 13 ]       |
| 2014 | Cannes-i fesztivál                     | Arany Pálma                                   | Két nap, egy éjszaka      | Jelölve        | [ * 3 ]        |
| 2014 | Európai Filmdíj                        | Legjobb forgatókönyvíró                       | Két nap, egy éjszaka      | Jelölve        | [ * 14 ]       |
| 2014 | Európai Filmdíj                        | Közönségdíj                                   | Két nap, egy éjszaka      | Jelölve        | [ * 14 ]       |
| 2014 | Belga Filmkritikusok Szövetsége        | André Cavens-díj                              | Két nap, egy éjszaka      | Elnyerte       |                |
| 2014 | Online Filmkritikusok Társasága        | Legjobb film                                  | Két nap, egy éjszaka      | Jelölve        |                |
| 2014 | Online Filmkritikusok Társasága        | Legjobb idegen nyelvű film                    | Két nap, egy éjszaka      | Elnyerte       |                |
| 2014 | Online Filmkritikusok Társasága        | Legjobb rendező                               | Két nap, egy éjszaka      | Jelölve        |                |
| 2014 | Bostoni Filmkritikusok Társasága       | Legjobb idegen nyelvű film                    | Két nap, egy éjszaka      | Elnyerte       |                |
| 2014 | Denveri Filmkritikusok Társasága       | Legjobb idegen nyelvű film                    | Két nap, egy éjszaka      | Elnyerte       |                |
| 2014 | Sydney-i Filmfesztivál                 | Sydney-i Filmdíj                              | Két nap, egy éjszaka      | Elnyerte       |                |
| 2015 | BAFTA-díj                              | Legjobb nem angol nyelvű film                 | Két nap, egy éjszaka      | Jelölve        | [ * 15 ]       |
| 2015 | César-díj                              | Legjobb külföldi film                         | Két nap, egy éjszaka      | Jelölve        | [ * 2 ]        |
| 2015 | Magritte-díj                           | Legjobb film                                  | Két nap, egy éjszaka      | Elnyerte       | [ * 16 ]       |
| 2015 | Magritte-díj                           | Legjobb rendező                               | Két nap, egy éjszaka      | Elnyerte       | [ * 16 ]       |
| 2015 | Magritte-díj                           | Legjobb forgatókönyv                          | Két nap, egy éjszaka      | Jelölve        | [ * 17 ]       |
| 2015 | Lumières-díj                           | Legjobb frankofón film                        | Két nap, egy éjszaka      | Elnyerte       | [ * 18 ]       |
| 2015 | Robert-díj                             | Legjobb nem amerikai film                     | Két nap, egy éjszaka      | Elnyerte       |                |
| 2015 | Aranybogár-díj                         | Legjobb külföldi film                         | Két nap, egy éjszaka      | Elnyerte       |                |
| 2015 | Bodil-díj                              | Legjobb nem amerikai film                     | Két nap, egy éjszaka      | Jelölve        |                |
| 2015 | Kristály Glóbusz                       | Legjobb film                                  | Két nap, egy éjszaka      | Jelölve        |                |
| 2015 | Traverse City-i Filmfesztivál          | Alapítók díja a legjobb drámának              | Két nap, egy éjszaka      | Elnyerte       |                |
| 2016 | Cannes-i fesztivál                     | Arany Pálma                                   | Az ismeretlen lány        | Jelölve        | [ * 3 ]        |
| 2017 | César-díj                              | Legjobb külföldi film                         | Az ismeretlen lány        | Jelölve        | [ * 2 ]        |
| 2019 | Cannes-i fesztivál                     | Arany Pálma                                   | Az ifjú Ahmed             | Jelölve        | [ * 3 ]        |
| 2019 | Cannes-i fesztivál                     | Legjobb rendezés díja                         | Az ifjú Ahmed             | Elnyerte       | [ * 3 ]        |
| 2020 | César-díj                              | Legjobb külföldi film                         | Az ifjú Ahmed             | Jelölve        | [ * 2 ]        |
| 2020 | Magritte-díj                           | Legjobb film                                  | Az ifjú Ahmed             | Jelölve        | [ * 19 ]       |
| 2020 | Magritte-díj                           | Legjobb rendező                               | Az ifjú Ahmed             | Jelölve        | [ * 19 ]       |
| 2020 | Magritte-díj                           | Legjobb forgatókönyv                          | Az ifjú Ahmed             | Jelölve        | [ * 19 ]       |
| 2022 | Cannes-i fesztivál                     | Arany Pálma                                   | Tori és Lokita            | Jelölve        | [ * 20 ]       |
| 2022 | Cannes-i fesztivál                     | 75. évfordulós díj                            | Tori és Lokita            | Elnyerte       | [ * 21 ]       |

## Fordítás
Ez a szócikk részben vagy egészben  a   Frères Dardenne című francia Wikipédia-szócikk ezen változatának fordításán alapul.  Az eredeti cikk szerkesztőit annak laptörténete sorolja fel. Ez a jelzés csupán a megfogalmazás eredetét és a szerzői jogokat jelzi, nem szolgál a cikkben szereplő információk forrásmegjelöléseként.